# Градишка
Градишка (раније Босанска Градишка) је насељено мјесто и сједиште истоименог града у Републици Српској, БиХ. По попису становништва 2013. у Босни и Херцеговини према коначним подацима за Републику Српску које је издао Републички завод за статистику, у насељу Градишка је живјело 13.691 лице, а према подацима Агенције за статистику Босне и Херцеговине 14.368 становника.

## Историја

### Античко доба
Градишка се, према писаним документима, први пут помиње прије нешто више од 700 година и то под називом Градишки Брод. Међутим, живот на просторима садашњег града, у ближој и широј околини, датира још од праисторијског доба.
У доба Римљана на мјесту садашњег града налазило се насеље Municipium Servitium или Municipium Servitio (Serbinum), које је било важна раскрсница путева према истоку и југу Балкана, односно пристаниште за ријечну римску флоту, што довољно говори о стратешком значају насеља у то вријеме.

### Угарски период
У средњем вијеку Градишка се налазила у саставу Угарског краљевства.
Угарска је овим подручјем владала преко 400. година, од 1102. године, када је Хрватска и Славонија у чијем се саставу налазила и Градишка ушла у персоналну унију са Угарском, па до 1537. године. Подручје града припадало је жупи Врбас (мађ. Orbasz). Око 1330. године Градишка се помиње као слободна варош. У средњем вијеку Градишка је имала велики значај као мјесто прелаза преко ријеке Саве.
За угарске владавине у сачуваним документима и на ондашњим географским картама осим Градишке спомињу се још и градови (насеља) Врбашки град и Ливач, по којем је Лијевче Поље и добило назив. Не може се са сигурношћу утврдити положај ова два насеља. За Врбашки град неки историчари тврде да је у питању Бања Лука, док с друге стране постоји могућност да се ово средњовјековно насеље налазило на једној узвисини изнад Горњих Подградаца гдје су и данас видљиви остаци утврђења, темељи цркве и старо гробље. У прилог овоме иде и чињеница да је Врбашки кнез убирао приходе од трговине на прелазу преко Саве код Градишке, а самог кнеза бирали су чиновници са угарског двора. Био је то кнежевски град, сједиште жупаније а касније и врбашког дистрикта.
У писаним историјским документима се сједиште жупе Врбас — Врбашки град, изричито спомиње 1293. године. Он се спомиње и као краљевски град. Врбашки град се помиње 1321. године када је издата повеља под градом Врбасом и 1398. године када је под овим градом боравио мађарско-аустријски краљ и будући њемачки цар Сигисмунд.

### Отомански период
Ово мјесто је 1537. године пало под власт Турака који су се на овим просторима задржали све до аустроугарске окупације 1878. године. У једном запису из 1532. године се наводи да је пожешки жупан Ђуро Банфина именован за управника тврђаве Градишка, коју је затим утврдио и наоружао да би се бранио од Османлија. У истом тексту се наводи да је тврђава касније нападнута те да су „Турци посла имали док су је придобили и од љутости са земљом сравнили“. Градишка се за вријеме Турака као цјеловит град простирала са обје стране Саве све до 1699. године када су Османлије протјеране из Мађарске и Славоније. Том приликом страдала је и Градишка коју је Лудвиг Баденски 1688. године заузео и запалио. Хришћанско становништво се почиње исељавати у Хрватску и Словенију, а неки чак и у Аустрију и Мађарску. У три краћа периода Градишка је била у саставу Аустрије (1688–1693, 1716-1741 и 1789-1797).
За вријеме Турака, Градишка је била значајна лука на Сави, што значи стратешко мјесто на коме се вршио утовар/истовар робе, војске и ратног материјала потребног за ратовање дуж цијеле Саве. Градишка је у то доба била полазна тачка четовања и на копну, и на ријекама Сави и Уни, одакле су кретали турски одреди на малим шајкама. Градишки шајкаши учествовали су 1592. године у освајању Бихаћа и 1593. године у бици код Сиска. За вријеме турске владавине поред Саве изграђена је тврђава Бербир. Аустријски генерал Петраш је први 1716. године освојио Градишку. Један француски инжењер је 1774. године ту тврђаву преправио и спремио да буде важно војно место. Иако су Турци и сам град прозвали Бербир, локално становништво то никад није прихватило.
За вријеме аустријско-турског рата (1787—1791) Градишку је 1789. године освојила аустријска војска на челу са Ернстом Гидеоном фон Лаудоном. Двије године касније Аустријанци се повлаче преко Саве а са њима и велики број хришћана који се насељавају по Славонији.
Подручје Градишке је вијековима било поприште освајача. Српско становништво је често дизало буне против Турака и других освајача. Септембра 1809. године у околини Градишке избила је Машићка буна због економске, националне и вјерске обесправљености Срба. Друга машићка буна избила је 1834. године из истих разлога.

### Аустроугарски период
Од 1878. до 1918. године, Градишка је у саставу Аустроугарске. У овом периоду град мијења свој изглед, те од оријенталне касабе добија обрисе модерног европског града. Гради се градска вјећница (Rathaus), хотел „Кајзер“ (Kaiser), католичка црква Светог Рока и многобројне зграде у класицистичком стилу. Тврђава Бербир изграђена у турско доба, која је већ тада била у рушевном стању, у потпуности је срушена. Уређује се обала Саве и гради се насип који ће град заштити од поплава. Изграђена је рјечна лука у коју су пристајали путнички и теретни бродови. Такође, ово је и период значајног досељавања Нијемаца из пренасељених дијелова Њемачке у села у околини Градишке. Осим Нијемаца доселио се и велики број Италијана и Пољака који и данас живе у Градишци. С друге стране, са новом власти и променама нису се могли носити муслимани (данас Бошњаци) те је знатан број њих напустио Градишку и одселио се у Малу Азију.
Аустроугарске власти граде пругу Градишка — Горњи Подградци којом се експлоатисала шума са Козаре. У Подградцима је изграђена пилана која је запошљавала велики број људи. Са друге стране њемачки досељеници у Лијевче пољу знатно су унаприједили пољопривредну производњу.
На културном плану, у Градишци се оснива Соколско друштво. Вођство Српског Сокола у Градишци дошло је прво на мисао да се соколство пресади у широке народне слојеве помоћу побратимства. Први велики слет побратима и сокола одржан је у Градишци на Видовдан 1911. године. Поворка од 600 дисциплинованих побратима ишла је са соколском музиком на челу. Слет је привукао велике масе народа не само из босанскоградишког среза, него и из срезова сусједне Славоније.
До Првог свјетског рата у граду су постојале само основне школе. По завршетку школовања основци из Градишке и околине морали су ићи у Бања Луку или у друге градове Аустроугарске Монархије, најчешће у Нову Градишку.

### Период Краљевине Југославије
Од 1918. до 1941. године, Градишка се налазила у саставу Краљевине Срба, Хрвата и Словенаца, одн. Краљевине Југославије. Град је био сједиште босанскоградишког среза који је осим територије данашње општине обухватао и дијелове који данас припадају србачкој општини (Стапари). Срез је у вријеме КСХС био дио Врбаске области, а након подјеле Југославије на бановине, Градишка је ушла у састав Врбаске бановине. Између два светска рата у граду је изграђен монументални православни храм (срушен око Видовдана 1941. године) од стране усташа, друмски мост преко Саве (1939, након понтонског из 1922), болница, соколски дом, зграде прве и друге основне школе и други објекти. Градско подручје имало је 64 улице. Ниједна улица није била асфалтирана, а само је мали број њих имао изграђене бетонске пјешачке плочнике. У граду је постојало нешто мало канализационе мреже, али без градског водовода.
Смјештена у изразито аграрном крају, Градишка је била централно насеље које је становништву пружало административне, трговачке, занатске, основне просветне и здравствене услуге.
Индустријска производња у граду била је скромна, два парна млина, двије пилане и неколико млинова на Сави. Све остале привредне активности су биле, углавном, занатство, трговина и угоститељство. Електрична централа почела је са радом 1925. године и производила је струју за потребе града: градску расвјету, среске и општинске управне зграде, бановинске институције, пословне и стамбене објекте. Из Градишке електране се снабдијевао струјом и Државни казнени завод у Старој Градишци. Нижа реална гимназија у Градишци основана је 1921. године. То је била прва средња школа у граду која је ђацима са положеном малом матуром омогућавала да се запошљавају као чиновници или да настављају школовање у већим градовима. Народна библиотека у Градишци 1931. године имала је књижни фонд од 600 књига.

### Рушење православне цркве од стране усташа
У Босанској Градишки црква је разрушена око Видовдана 1941. године. Прво је минирана, али пошто није одмах срушена, позван је грађевинар Фрањо Соку, који је као Чех одбијао да руши цркву, али је приморан. Рушење је почело од крста на звонари. „Било је већ вече, а рушење је морало престати. Сутрадан се наставља, али крст са звонаре пада и убија на месту грађевинара Соку. Рушење је настављено док цркве није нестало са лица земље“.

### СФР Југославија
Крај Другог свјетског рата народ овог краја дочекао је на згариштима и пустим огњиштима. На ратиштима и концентрационим логорима у Јасеновцу, Старој Градишки, Јастребарском и другим мучилиштима животе је изгубило око 13.000 Срба са подручја општине, а међу њима око 4.500 дјеце старости до 15 година. Послије рата уследила је обнова опустошеног града и општине. У Градишци се граде бројне фабрике, школе, вртићи, стамбени и други објекти. Захваљујући плодном Лијевче пољу и развијеној индустрији у граду општина Босанска Градишка налазила се на листи развијенијих општина СР Босне и Херцеговине у вријеме СФРЈ. Од седамдесетих година 20. вијека велики број људи одлази на привремени рад у земље Западне Европе, првенствено у Њемачку и Аустрију (гастарбајтери).
Седамдесетих година несмотреним планирањем и изградњом дошло је до својеврсног урбицида у граду. Стара здања грађена за времена Аустроугарске и Краљевине Југославије руше се да би се на њиховом мјесту градиле зграде разних намјена у нама познатом социјалистичком духу. Тако је популарни "градишки корзо", улица уз ријеку Саву која је уједно била и шеталиште у вечерњим часовима, тих година потпуно девастиран а старе зграде грађене у неокласицистичком стилу су порушене да би се изградио тадашњи Дом Културе.

### Грађански рат у Југославији
Распадом СФР Југославије и проглашењем независности Хрватске, Градишка се 1991. године нашла на првој линији фронта. У раним јутарњим часовима, 8. августа 1992. године непријатељ је из правца Хрватске покушао напад на приградско насеље Бок Јанковац при чему је животе изгубило шеснаест бораца ВРС. Агресор је након жестоке битке побјеђен и протјеран преко Саве, а непријатељска војна јединица „Бербирска бојна“ имала је велике губитке од преко 250 погинулих.
Првог маја 1995. године, током операције Бљесак, хрватска војска је топовима бомбардовала Градишку. Следећег дана, 2. маја 1995. године непријатељски авион којим је управљао Рудолф Перешин бомбардовао је центар града, при чему су страдала недужна дјеца и цивили. Истог дана његов авион је оборен изнад Градишке од стране ВРС, а злочинац Перешин је том приликом погинуо. За око 18.000 прогнаних Срба из Западне Славоније мост на Сави у Градишци био је „мост спаса“.

### Савремено доба
Потписивањем Дејтонског споразума град и општина Градишка у цјелини су остали у саставу Републике Српске. Иако недалеко од прве линије одбране током ратних година Градишка је била поштеђена од већих ратних разарања. У одбрамбено-отаџбинском рату, од 1991. до 1995. године, са подручја општине, погинуло је 300 бораца Војске Републике Српске. У њихову част 2015. године у Спомен парку подигнуто је централно спомен обиљежје.
Са престанком рата у граду је знатно измјењена етничка структура одласком муслимана (Бошњака) и Хрвата, тако да данас Срби чине апсолутну већину. Данас је Градишка погранични град између Републике Српске (БиХ) и Републике Хрватске и шести град по величини у Српској. У самом центру града налази се један од најпрометнијих граничних прелаза.
До 2. априла 1993. године (Сл. гласник РС 3/93) званичан назив градског насеља и истоимене општине био је Босанска Градишка.
Од 1995. године у Градишци је урађено много по питању инфраструктуре. Савски мост, тешко оштећен на крају рата, био је изван функције. Средствима Европске уније обновљен је и пуштен у промет 10. маја 2000. године. До те године Градишку је са Хрватском повезивао понтонски мост постављен 1996. године. У граду је изграђен велики број стамбених и пословних објеката, асфалтиране су све улице а изграђене су и нове саобраћајнице. Проширена је канализациона мрежа и у приградским насељима, а градска вода доступна је и у најудаљенијим селима општине.
Здравствени центар у Градишци који обухвата општу болницу, дом здравља и апотекарску установу пружа здравствене услуге за преко 100.000 становника, не само са подручја градишке општине већ и са подручја србачке, дубичке и лакташке општине. Нова зграда опште болнице свечано је отворена у априлу 2011. године.
У марту 2019. године Народна скупштина Републике Српске усвојила је Закон о Граду Градишка којим је Градишка постала осми град у Републици Српској.
У Градишци је 21. септембра 2020. године, у оквиру обиљежавања славе града – Мале Госпојине, отворен новоизграђени Трг Чубриловића, који краси бронзана статуа Вељка Чубриловића. Трг се налази у строгом центру града недалеко од мјеста гдје се налазила кућа породице Чубриловић.

## Привреда
У вријеме СФР Југославије, у Градишци су пословала велика предузећа као што су фабрика пластике „Стандард“, фабрика намјештаја „Радник“ (касније ИНГА), фабрика одјеће „Трико“, фабрика машина „Јелшинград“, творница месних прерађевина „Левита“, творница хране „Прехрана“, фабрика металних производа „Метал“ и друге.
Послије рата многа предузећа су пропала, а она која су успјела преживјети ратну кризу уништена су лошом приватизацијом. Као и у другим градовима Републике Српске, и у Градишци велики проблем представља незапосленост. Међутим постоје и позитивни примјери. Захваљујући прије свега страном капиталу у неким предузећима опет је покренута производња али са далеко мањим бројем радника него је што је то било прије рата.
Данас, највећи број запослених у Градишци бави се услужним дјелатностима, прије свега трговином и угоститељством. Због близине границе и повољног географског положаја овај град је у посљедње двије деценије омиљена шопинг дестинација становника сјеверозападног дијела Хрватске и Словеније. Поред великог броја супермаркета у граду се налази и велика пијаца непрехрамбене робе, популарни "Бувљак".

## Саобраћај
Градишка је од 2011. године модерним ауто-путем повезана са Бањалуком и Лакташима. Окучанским путем, који од града води према сјеверу, Градишка је повезана с ауто-путем Загреб — Београд. Бањалучким путем који води према југу кроз Лијевче Поље, град је повезан с Новом Тополом, Лакташима и Бањалуком. Гранични прелаз у Градишци један је од најпрометнијих у држави, а налази се у самом центру града. Проширен је и модернизован у јуну 2013. године, након уласка сусједне Хрватске у Европску унију. У Градишци је 2015. године почела изградња градишке обилазнице која ће знатно растеретити транзитни саобраћај кроз град и смањити гужве. Ријека Сава је пловна код Градишке. Међународни аеродром Бања Лука од града је удаљен 25 km.

## Медији
Године 1977. пуштен је у етар први радио-сигнал на средњем таласу Радио-Градишка и то само два дана, којег су емитовали радио аматери градишког радио клуба, док је Радио-Градишка почела с радом тек 29. септембра 1979. године. Од 1989. године у Градишци постоје приватне радио и телевизијске станице, а посљедњих година сва дешавања у општини Градишка медијски су пропраћена путем информационог канала локалног кабловског оператера.

## Образовање
- Вртић „Пчелице”
- Вртић „Ципелићи”
- Вртић „Анђелак”
- ОШ „Васа Чубриловић”
- ОШ „Данило Борковић”
- ОШ „Козарска Дјеца”
- Основна музичка школа „Бранко Смиљанић”
- Гимназија Градишка
- Средња стручна и техничка школа Градишка
- Техничка школа Градишка (Практикум)
- Висока школа пословног менаџмента „Примус” Градишка
- „” Градишка
- „” — центар за њемачки језик[11]

## Култура
Под објектима и установама културе подразумијевају се домови и центри културе, народне библиотеке, кина (бископи), разни омладински клубови, као и позоришта, музеји и галерије.
Најважнија културна установа на подручју општине јесте „Културни центар“ Градишка. Извршена је санација постојеће старе зграде општине, коју је саградила Аустроугарска 1903. године. Надзор над обновом овог објекта, који је од културно историјског значаја, врше стручњаци Завода за заштиту културно — историјског и природног насљеђа Републике Српске.
На руралном подручју постоји већи број домова културе којима газдују мјесне заједнице. У ствари, ријеч је о вишенамјенским објектима културе. Њихов распоред је у основи такав да покривају готово све дијелове општине. Општина Градишка издваја значајна средства за учешће у финансирању бројних културних пројеката и програма као што су: Програм у оквиру обиљежавања Дана општине, затим Програм „Градишке јесени”, „Дани светосавља”, „Рогољска жетва”, Традиционалне међународне и локалне смотре и фестивали као и други културни програми.
У Градишци се већ тринаест година издаје „Градишки зборник” као часопис за друштвена питања. Културно богатство Општине Градишка чини и капитална књига „Историја Босанске Градишке и њене околине“.
Установе културе на подручју општине Градишка су: „Културни центар”, Народна библиотека, Завичајни музеј, Основна музичка школа „Бранко Смиљанић”, Ликовна галерија.
Значајан дио културног живота Градишке чине културно-умјетничка друштва, а у 2013. години их има тринаест.
| КУД                                                  | МЗ              |
| Централно културно-умјетничко друштво „Лепа Радић”   | Градишка        |
| Омладинско културно-умјетничко друштво „Петар Кочић” | Нова Топола     |
| Културно-умјетничко друштво „Коловит”                | Градишка        |
| Културно-умјетничко друштво „Мирково коло”           | Врбашка         |
| Културно-умјетничко друштво „Дукати”                 | Брезик Ламинци  |
| Културно-умјетничко друштво „Бехар”                  | Дубраве         |
| Културно-умјетничко друштво „Петар Кочић”            | Нова Топола     |
| Културно-умјетничко друштво „Рогољи”                 | Рогољи          |
| Културно-умјетничко друштво „Але Обић”               | Липовача        |
| Културно-умјетничко друштво „Козара”                 | Горњи Подградци |
| Културно-умјетничко друштво „Тринаест скојевки”      | Грбавци         |
| Културно-умјетничко друштво „Поткозарје”             | Машићи          |
| Културно-умјетничко друштво „Авдо Ћук”               | Орахова         |

Остала културна удружења: Српско просвјетно и културно друштво „Просвјета“, Позориште младих „Анастасја”, Позоришна дружина „Expressio“, Дјевојачки градски хор „Лира”, Удружење књижевника, Удружење ликовних умјетника, Друштво књижевника, Огранак Вукове задужбине у Градишци.
Овде се налази Градско позориште Градишка. У Градишци се налази споменик Србима страдалим у Операцији Бљесак.

## Спорт
На територији општине Градишка активно дјелују 74 спортске организације и то: 27 фудбалских клубова, 41 клуб дворанских и других спортова и шест спортских асоцијација. Евидентан је и стални пораст броја грађана који се баве такмичарским спортом, односно спортском рекреацијом.

### Фудбал
Фудбалски клубови са подручја наше општине су учлањени у Општински фудбалски савез Градишка који окупља 27 клубова са 1.400 регистрованих играча. Најстарији фудбалски клуб на подручју бившег Градишког среза била је „Слога“ из Горњих Подградаца која је основана давне 1926. године, док је најуспјешнији фудбалски клуб ФК „Козара“ основан 1945. године. ФК „Козара“ је најорганизованији клуб у Градишци и као такав је наступао у лигама Републике Српске и Босне и Херцеговине. Добрим резултатима могу се похвалити и играчи млађих селекција који су наступали у разним репрезентативним селекцијама РС и БиХ.
Фудбалски клубови на подручју града:
- ФК „КОЗАРА” Градишка
- ФК „ОБРАДОВАЦ” Градишка
- ФК „ЈЕДИНСТВО” Жеравица
- ФК „БРАТСТВО” Козинци
- ОФК „ОМЛАДИНАЦ” Брестовчина

### Други спортови
На подручју општине Градишка регистрован је 41 клуб дворанских и других спортова (пет кошаркашких, четири одбојкашка, четири шаховска, четири куглашка, два тениска, три карате клуба, два ронилачка, два аутомобилистичка, два фитнес и два рукометна, кајакашки, спортско-риболовни, спортско-плесни, коњички, мотоциклистички, џију-џицу, кик-бокс, клуб реалног аикида, планинарски и кошаркашки клуб инвалида и клуб „Слободне правде“) те шест спортских асоцијација (Општински и Подручни фудбалски савез Градишка, Спортски клуб „Олимпик”, Асоцијација спортских менаџера РС, Друштво педагога физичке културе и Асоцијација „Спорт за све”).
Други спортови:
- Кошаркашки клуб „” Градишка
- Женски кошаркашки клуб „КОЗАРА” Градишка
- Кошаркашки клуб инвалида „КОЗАРА” Градишка
- Одбојкашки клуб „ГРАДИШКА” Градишка
- Одбојкашки клуб „” Градишка
- Одбојкашки клуб „ОЛИМПИК“ Градишка
- Женски одбојкашки клуб „КОЗАРА” Градишка
- Рукометни клуб „ГРАДИШКА” Градишка
- Шаховски клуб „КОЗАРА” Градишка
- Центар за подводне активности „СВЕТИ НИКОЛА” Градишка
- Карате клуб „СОКО” Градишка
- Планинарско спортско друштво „Патрија" и многи други

## Становништво
У општини Градишка је 2013. године према коначним подацима за Републику Српску које је издао Републички завод за статистику, живјело 49.196 лица, а у самом насељу Градишка 13.691 лице. Највећа насеља послије Градишке су Нова Топола, Горњи Подградци, Орахова, Дубраве, Турјак, Ламинци и Ровине (сва наведена насеља имају преко 1500 становника). У Градишку се током Одбрамбено-отаџбинског рата доселио велики број српских избјеглица протјераних из западне Славоније (Република Хрватска), средње Босне, посебно из Доњег Вакуфа (Федерација БиХ).
|                      | 2013.           | 1991.           | 1981.           | 1971.           | 1961.          |
| Укупно               | 14 368 (100,0%) | 16 841 (100,0%) | 13 475 (100,0%) | 9 585 (100,0%)  | 6 363 (100,0%) |
| Срби                 | 11 122 (77,41%) | 6 502 (38,61%)  | 4 251 (31,55%)  | 2 911 (30,37%)  | –              |
| Бошњаци              | 2 408 (16,76%)  | 7 188 (42,68%)1 | 5 033 (37,35%)1 | 5 377 (56,10%)1 | –              |
| Хрвати               | 294 (2,046%)    | 781 (4,637%)    | 730 (5,417%)    | 808 (8,430%)    | –              |
| Неизјашњени          | 214 (1,489%)    | –               | –               | –               | –              |
| Муслимани            | 75 (0,522%)     | –               | –               | –               | –              |
| Остали               | 65 (0,452%)     | 582 (3,456%)    | 99 (0,735%)     | 121 (1,262%)    | –              |
| Југословени          | 38 (0,264%)     | 1 788 (10,62%)  | 3 218 (23,88%)  | 306 (3,192%)    | –              |
| Роми                 | 34 (0,237%)     | –               | 42 (0,312%)     | 9 (0,094%)      | –              |
| Албанци              | 29 (0,202%)     | –               | 44 (0,327%)     | 25 (0,261%)     | –              |
| Босанци              | 19 (0,132%)     | –               | –               | –               | –              |
| Украјинци            | 17 (0,118%)     | –               | –               | –               | –              |
| Непознато            | 16 (0,111%)     | –               | –               | –               | –              |
| Црногорци            | 14 (0,097%)     | –               | 29 (0,215%)     | 12 (0,125%)     | –              |
| Босанци и Херцеговци | 12 (0,084%)     | –               | –               | –               | –              |
| Словенци             | 5 (0,035%)      | –               | 20 (0,148%)     | 14 (0,146%)     | –              |
| Македонци            | 3 (0,021%)      | –               | 9 (0,067%)      | 2 (0,021%)      | –              |
| Православци          | 3 (0,021%)      | –               | –               | –               | –              |

1. 1 На пописима од 1971. до 1991. Бошњаци су пописивани углавном као Муслимани.

|  |  |

## Побратимљени градови и међународна сарадња

### Пoбрaтимски грaдoви
| - Кавала (Грчка) — 1994. - Ћуприја (Србија) — 1994. - Неготино (Северна Македонија) — 2006. | - Монтесилвано (Италија) — 2018. - Палилула (Србија) — 2019. - Зубин Поток (Србија) — 2021. |

### Партнерски градови / општине
| - Бања Лука (БиХ) — 2016. - Бихаћ (БиХ) — 2016. - Бијељина (БиХ) — 2016. - Босанска Крупа (БиХ) — 2016. - Цазин (БиХ) — 2016. - Челинац (БиХ) — 2016. - Добој (БиХ) — 2016. - Козарска Дубица (БиХ) — 2016. - Фоча (БиХ) — 2016. - Горажде (БиХ) — 2016. - Грачаница (БиХ) — 2016. - Градачац (БиХ) — 2016. - Калесија (БиХ) — 2016. - Коњиц (БиХ) — 2016. - Маглај (БиХ) — 2016. - Модрича (БиХ) — 2016. | - Мостар (БиХ) — 2016. - Нови Град (БиХ) — 2016. - Оџак (БиХ) — 2016. - Орашје (БиХ) — 2016. - Приједор (БиХ) — 2016. - Прњавор (БиХ) — 2016. - Сански Мост (БиХ) — 2016. - Сребреник (БиХ) — 2016. - Шамац (БиХ) — 2016. - Теслић (БиХ) — 2016. - Тешањ (БиХ) — 2016. - Тузла (БиХ) — 2016. - Вареш (БиХ) — 2016. - Велика Кладуша (БиХ) — 2016. - Жепче (БиХ) — 2016. - Живинице (БиХ) — 2016. | - Лакташи (БиХ) — 2018. - Чачак (Србија) — 2018. - Херцег Нови (Црна Гора) — 2018. - Херсонисос (Грчка) — 2018. - Лабин (Хрватска) — 2018. - Нова Горица (Словенија) — 2018. - Рагуза (Италија) — 2018. - Скадар (Албанија) — 2018. - Тирана (Албанија) — 2018. - Дарувар (Хрватска) — 2020. - Липик (Хрватска) — 2020. - Јези (Италија) — 2020. - Марке (Италија) — 2020. - Мошћеничка Драга (Хрватска) — 2020. - Котор (Црна Гора) — 2020. - Тепелена (Албанија) — 2020. |

## Знамените личности
- Љубо Бабић, учесник НОБ-а и југословенски политичар
- Ратко Варда, српски кошаркаш
- Стеван Дукић, учесник НОБ-а и народни херој Југославије
- Славко Лисица, бивши генерал Војске Републике Српске
- Бранко Чубриловић, министар пољопривреде у влади Краљевине Југославије
- Васо Чубриловић, српски историчар и револуционар Младе Босне
- Вељко Чубриловић, српски учитељ и револуционар Младе Босне
- Звјездан Мисимовић, босанскохерцеговачки фудбалер
- Огњен Ожеговић, српски фудбалер
- Гојко Суботић, српски историчар уметности и члан САНУ
- Душан Суботић, свештеник и народни посланик у Скупштини Краљевине СХС, убијен од стране усташа 1941. године.
- Милан Шипка, српски лингвиста
- Горан Закарић, босанскохерцеговачки фудбалер
- Марко Марин, њемачки фудбалер

## Галерија
- Споменик погинулим борцима Војске Републике Српске
- Спомен чесма Диани Будисављевић у централном градском парку
- Мост на ријеци Сави
- Манифестација Здравофест